# Pulpeirina amoena
Pulpeirina amoena is een mosdiertjessoort uit de familie van de Trypostegidae. De wetenschappelijke naam van de soort is, als Hippothoa amaena, voor het eerst geldig gepubliceerd in 1903 door Jullien.